# Guatteria foliosa
Guatteria foliosa Benth. – gatunek rośliny z rodziny flaszowcowatych (Annonaceae Juss.). Występuje naturalnie w Wenezueli, Gujanie, Surinamie, Gujanie Francuskiej oraz Brazylii (w stanach Amazonas, Pará, Rondônia i Mato Grosso). 

## Morfologia
PokrójZimozielone drzewo dorastające do 25 m wysokości.
LiścieMają owalny kształt. Mierzą 8–9 cm długości oraz 2–2,5 szerokości. Nasada liścia jest rozwarta. Wierzchołek jest spiczasty. Ogonek liściowy jest nagi i dorasta do 6–7 mm długości.
KwiatySą pojedyncze. Rozwijają się w kątach pędów. Działki kielicha mają owalny kształt i dorastają do 3 mm długości. Płatki mają podłużny kształt. Osiągają do 8–9 mm długości. Mają 70 słupków.
OwoceZłożone są z 15–60 jagód. Pojedynczy owoc ma odwrotnie owalny kształt i osiąga 8–11 mm długości.

## Biologia i ekologia
Rośnie w wiecznie zielonych lasach i na sawannach. Występuje na wysokości do 500 m n.p.m.